# Creysse (Dordonha)
Creysse é uma comuna francesa na região administrativa da Nova Aquitânia, no departamento Dordonha. Estende-se por uma área de 11,02 km². Em 2010 a comuna tinha 1 778 habitantes (densidade: 161,3 hab./km²).